# Hendrik Jan van Beuningen

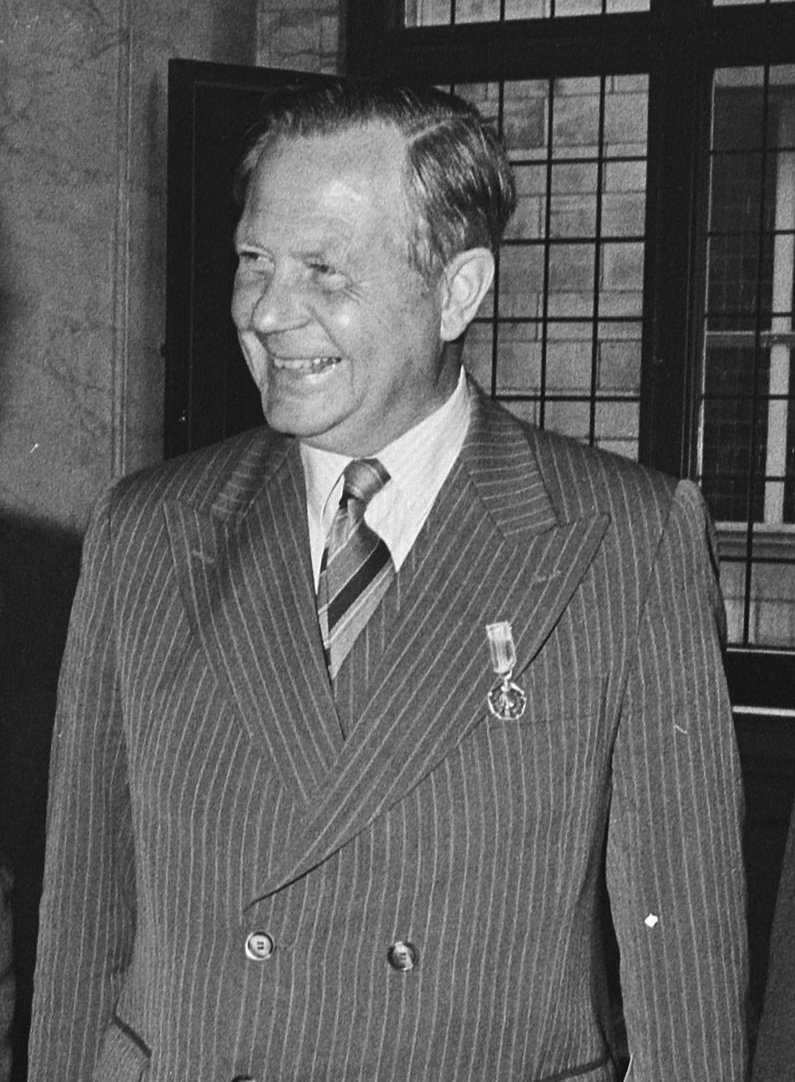
H.J.E. van Beuningen (1981)

Hendrik Jan Engelbert van Beuningen (Maarsbergen, 5 juni 1920 − Cothen, 9 september 2015) was een ondernemer, landeigenaar en verzamelaar van historische gebruiksvoorwerpen.

## Biografie
Van Beuningen, telg uit het geslacht Van Beuningen, was een zoon van landeigenaar Coenraad Samuel van Beuningen (1882-1956) en Julia van Heek (1891-1974), telg uit het geslacht Van Heek. Hij trouwde in 1944 met Marie Jeanne Arnoldine Antoinette de Vriese (1920-1980), met wie hij vijf kinderen kreeg, en in 1982 met Adelheid Ferrier (1932), douairière van landeigenaar Johannes Maurits graaf van Limburg Stirum (1916-1978). In 1948 werd hij firmant bij Pakhuismeesteren en hij was in 1967 betrokken bij de fusie met Blaauwhoed tot Pakhoed (vervolgens: Vopak). Enige jaren later stopte hij zijn werkzame leven. Hij was voorts oprichter en directeur van de familiale investeringsmaatschappij Esse Non Videri.
In 1962 had Van Beuningen het landgoed Rhodesteyn aangekocht, in 1972 het landgoed Hindersteyn. Na zijn werkzame leven wijdde hij zich nog meer aan het beheer van deze circa 100 hectare grote landgoederen die hij geheel nieuw inrichtte. Hij richtte in 1980 de Stichting Beheer Natuur en Landelijk Gebied op. Daarnaast was hij jarenlang voorzitter van de Jagersvereniging, en een verwoed jager.
Naast dit alles hield hij zich ook al vroeg bezig met het verzamelen van archeologische gebruiksvoorwerpen. Hij was in Rotterdam al betrokken bij archeologie, onder andere als voorzitter van de coördinatiecommissie van advies inzake archeologisch onderzoek en initieerde mede dat daar een stadsarcheoloog werd aangesteld. Hun collectie oude gebruiksvoorwerpen, samen met zijn vrouw samengesteld, doneerde hij aan het Museum Boijmans Van Beuningen die vervolgens een tentoonstelling aan de schenking wijdde. In 1981 kreeg hij hiervoor de Zilveren Anjer en in 1991 de Museummedaille. Later begon hij een verzameling oude insignes die uitgebreid werd beschreven in een driedelig werk. Ook hijzelf publiceerde over zijn verzamelingen.
H.J.E. van Beuningen was Officier in de Orde van Oranje-Nassau en hij werd  in 1968 begiftigd met de Wolfert van Borselenpenning en in 1977 met de Van Oldenbarneveltpenning, Rotterdams hoogste onderscheiding. Hij overleed in 2015 op 95-jarige leeftijd.